# ’Allo ’Allo! (seria 5)
Seria piąta ’Allo ’Allo! była po raz pierwszy emitowana od 3 września 1988 do 25 lutego 1989 na antenie BBC One. Liczy aż 26 odcinków, co stanowi nie tylko rekord w historii ’Allo ’Allo!, ale również jedną z największych liczb wśród wszystkich brytyjskich seriali komediowych. Seria była współfinansowana przez jednego z amerykańskich nadawców telewizyjnych, który chciał zaszczepić serial na tamtejszym rynku. Dlatego znacznie zwiększono liczbę odcinków, skracając je jednocześnie do ok. 25 minut (we wcześniejszych odsłonach standardem było ok. 30 minut). W ten sposób powstało coś, co swoimi parametrami znacznie bardziej przypomina „sezon” serialu amerykańskiego, niż charakterystyczne dla brytyjskich sitcomów serie po 6-10 odcinków. Ostatecznie inwestor amerykański wycofał się ze swych planów już po nakręceniu całego materiału i do podboju Ameryki nie doszło.
Spośród 26 odcinków tej serii, 24 napisali twórcy serialu, Jeremy Lloyd i David Croft. Po jednym epizodzie stworzyły też duety John Chapman i Ian Davidson oraz Ronald Wolfe i Ronald Chesney. Reżyserowali David Croft (odc. 1), Martin Dennis (odc. 2-6 i 13-19), Susan Belbin (odc. 7-12) oraz Richard Boden (odc. 20-26).

## Obsada
Główna obsada serialu, w porównaniu z serią 4, nie uległa poważniejszym zmianom i przedstawiała się następująco:
- Gorden Kaye jako René Artois
- Carmen Silvera jako Madame Edith
- Vicki Michelle jako Yvette
- Sue Hodge jako Mimi Labonq
- Richard Marner jako pułkownik von Strohm
- Gavin Richards jako Alberto Bertorelli
- Guy Siner jako porucznik Gruber
- Kim Hartman jako Helga
- Richard Gibson jako Herr Flick
- Hilary Minster jako generał von Klinkerhoffen
- Rose Hill jako Madame Fanny
- Jack Haig jako Roger LeClerc
- Kirsten Cooke jako Michelle
- Kenneth Connor jako Monsieur Alfonse
- John D. Collins jako Fairfax
- Nicholas Frankau jako Carstairs
- Kenneth Connor jako Monsieur Alfonse

Wśród powracających regularnie postaci w serii 5 debiutują dwie liderki Komunistycznego Ruchu Oporu: Denise Laroque (w tej roli Moira Foot) oraz Louise (Carole Ashby).

## Fabuła

### Odcinek 1
Porucznik Gruber nie może znieść kapitana Bertorellego, z którym dzieli pokój w kwaterach oficerskich na zamku. W efekcie włoski oficer zajmuje jeden z pokojów na piętrze kawiarni. Michelle ma nowy plan, który zakłada sfotografowanie niemieckich planów inwazji na Anglię. Aby zdobyć film do aparatu, Yvette zgadza się pozować pułkownikowi. Tymczasem przebrany za niemiecką żołnierkę René trafia do lochu podczas próby oswobodzenia stamtąd Herr Flicka.

### Odcinek 2
Ruch oporu dostarcza szpiegowski aparat fotograficzny, przy którego pomocy René ma zrobić zdjęcia ukrytych w zamkowym sejfie niemieckich planów. Szukając sejfu, René niechcący trafia do pokoju zażywającego właśnie kąpieli porucznika Grubera, co ten usiłuje obrócić w erotyczną schadzkę. Właściciela kawiarni ratuje brytyjski nalot.

### Odcinek 3
Monsieur Alfonse opowiada Edith o tym, jak niewiernym mężem jest René. Generał von Klinkerhoffen postanawia zjeść uroczystą kolację z Helgą. Herr Flick i von Smallhausen wkradają się na nią w przebraniu muzyków, aby zweryfikować swoją tezę o przygotowywanym przez generała zamachu na Hitlera. Michele postanawia wrzucić do pokoju Grubera świece dymne, aby pod ich osłoną przebrani za strażaków René i LeClerc mogli dostać się do sejfu. Konspiratorzy mylą jednak kominy i świeca trafia do salonu generała.

### Odcinek 4
Po wysadzeniu sejfu w pokoju porucznika okazuje się, że wprawdzie nie było tam planów inwazji, ale za to znalazły się oryginały obu zaginionych w poprzedniej serii obrazów: Upadłej Madonny z wielkim cycem Van Klompa i Rozbitej wazy z wielkimi słonecznikami van Gogha. Gruber ukrył je tam na polecenie generała. René i LeClerc zabierają obrazy i w przebraniu niemieckich oficerów opuszczają zamek. Zostają jednak pojmani przez Komunistyczny Ruch Oporu. Wolą nie ujawniać swej prawdziwej tożsamości, bojąc się rozstrzelania pod zarzutem kolaboracji z Niemcami.

### Odcinek 5
Denise, przywódczyni Komunistycznego Ruchu Oporu, odkrywa, że torturowany przez nią niemiecki oficer to w rzeczywistości jej miłość z dzieciństwa, René Artois. Postanawia opanować wkrótce lokalny kościół, a następnie pobrać się z René. Tymczasem uwalnia go, aby mógł przygotować się do uroczystości. Niepocieszony właściciel kawiarni mówi o wszystkim żonie. Tymczasem Yvette mylnie sądzi, że to ją René chce pojąć za nową żonę.

### Odcinek 6
Kelnerki z Cafe René obmyślają plan uratowania swego szefa przed niechcianym ślubem – prawdziwego księdza ma zastąpić oficer Crabtree. Własny plan ma Edith, która chce sekretnie zająć miejsce panny młodej. Tymczasem pułkownik powierza Gruberowi misję odnalezienia obrazów. Nie wie, że René zostawił je w tartaku stanowiącym kryjówkę komunistek.

### Odcinek 7
Do ślubu nie dochodzi, ale Denise udaje się uciec z niewoli progaullistowskiego Ruchu Oporu (kierowanego przez Michelle). René w obawie o swoje życie przebiera się za własnego ojca. Pułkownik, chcąc dowiedzieć się, gdzie są obrazy, przydziela mu dyskretną obstawę w postaci Helgi i Grubera, przebranych za prostytutkę i jej sutenera. Mimo to René znów wpada w ręce Denise. Ta poprzysięga zemstę na Edith i kelnerkach, które wini za zniweczenie ślubu.

### Odcinek 8
Komunistki zwalniają René, a pułkownik dowiaduje się, że obrazy są w ich kryjówce. Postanawia zatem przeprowadzić na nią szturm, używając do tego oddziału Włochów pod dowództwem kapitana Bertorellego. Von Klinkerhoffen planuje w swoim zamku konferencję niemieckich generałów poświęconą planom inwazji na Anglię. Kawiarnia René ma zapewnić obsługę gastronomiczną spotkania, a on sam otrzymuje zadanie sfotografowania tajnych map.

### Odcinek 9
René otrzymuje wyjątkowo przemyślne urządzenie, fartuch kelnerski z podnoszącą się przednią częścią, pod którą ukryty jest aparat fotograficzny. Londyn przekazuje informację, że jeden z obecnych na konferencji generałów to francuski kolaborant, którego należy zabić. Próbując to zrobić, Mimi doprowadza do jego paraliżu. Aby Niemcy niczego nie odkryli, jego miejsce na konferencji zajmuje przebrany Crabtree. Tymczasem Edith dostaje od Ruchu Oporu tabletki spieniające ślinę, przy pomocy których ma odwrócić uwagę generałów, aby René mógł zrobić zdjęcia mapom. Omyłkowo pastylki zjadają generałowie. Mając pianę na ustach, w panice biegną do szpitala, podejrzewając próbę otrucia.

### Odcinek 10
René grozi kara śmierci za próbę otrucia generałów. Właściciel kawiarni chce zerwać z Ruchem Oporu, lecz wtedy Michelle wyznaje mu miłość i dołącza do grona jego adoratorek. Aby uniknąć aresztowania, René przebiera się za sparaliżowanego francuskiego generała. LeClerc przygotowuje dla niego, jako część kamuflażu, sztuczny nos. Okazuje się, że do jego wykonania posłużył materiał wybuchowy.

### Odcinek 11
Dzięki staraniom Grubera René zostaje uwolniony z zarzutów. Von Klinkerhoffen postanawia kontynuować konferencję generałów, tym razem jednak pod przykryciem. Generałowie przebierają się za sprzedawców cebuli i w tych strojach biesiadują w Café René. Równocześnie pojawia się tam nowa grupa angielskich lotników, również przebrana za sprzedawców cebuli. Gdy zaczyna się angielski nalot, generałowie omyłkowo wsiadają do podstawionej przez Ruch Oporu ciężarówki, mającej w założeniu wywieść Anglików do portu, by mogli wrócić do swego kraju.

### Odcinek 12
Ciężarówka wioząca generałów rozbija się w wyrwie po minie. Goście von Klinkerhoffena wracają do Berlina, a on wini za cały incydent pułkownika i porucznika. Postanawia karnie przenieść ich na front wschodni. Aby zabezpieczyć swoją przyszłość, Niemcy nakazują René odzyskać obrazy, które chcą następnie spieniężyć. Podobną dyspozycję wydaje mu Michelle, chcąca zdobyć fundusze na potrzeby Ruchu Oporu. René wraca do kryjówki komunistek przebrany za księdza z wózkiem dziecięcym, w którym leży również przebrana Mimi. Denise rozpoznaje jednak swojego ukochanego. W komunistyczną niewolę wpadają także Von Strohm, Gruber i Bertorelli wraz z jego oddziałem.

### Odcinek 13
Komunistki uwalniają René i LeClerka, aby przekazali niemieckiemu dowództwu informację, że żądają miliona franków okupu za zwolnienie oficerów i Mimi. Generał odmawia wyasygnowania takiej sumy, więc Michelle postanawia ją zdobyć poprzez napad na miejscowy bank. W trakcie akcji pojawiają się jednak pewne problemy.

### Odcinek 14
Mimi, pułkownikowi i porucznikowi udaje się uciec z niewoli. Ten ostatni zabiera ze sobą drogocenny obraz. Okazuje się, że większość skradzionych z banku pieniędzy stanowiła depozyt Herr Flicka. René zostaje zatem z milionem skradzionych, gestapowskich franków. Aby ustrzec się przed represjami, wymienia pieniądze na zdobyty przez Grubera obraz. Tymczasem obie liderki Komunistycznego Ruchu Oporu, niezależnie od siebie, zmieniają kryjówkę – obie chcą ukrywać się teraz w Café René.

### Odcinek 15
Zdeponowane przez Gestapo w banku pieniądze okazują się fałszywkami, ale mimo to Himmler wydaje Herr Flickowi rozkaz odzyskania ich „dla zasady”. Gruber dzieli się otrzymaną od René kasą z pułkownikiem, Helgą i Bertorellim. Przy okazji wychodzi na jaw, że skradzionych franków jest mniej niż milion – to Michelle zabrała część na potrzeby Ruchu Oporu, gdy łup przechowywał jeszcze René. Monsieur Alfonse płaci banknotami ze zrabowanej puli u fryzjera i zostaje nieoczekiwanie aresztowany przez Gestapo za posługiwanie się (ich) fałszywkami.

### Odcinek 16
Helga próbuje ratować przetrzymywanego w kwaterze Gestapo przedsiębiorcę pogrzebowego. Zanosi mu piłkę do metalu. Gdy jednak odsłania nieco swej bielizny, aby ją wydobyć, podekscytowany tym widokiem Alphonse dostaje ataku serca i trafia do szpitala. Michele wysyła tam cały personel kawiarni, oczywiście w przebraniach, aby oswobodzili Alphonse’a. Dostać się do niego próbują również pułkownik, porucznik i Helga. Chcą go zabić, bo boją się, że zdradzi Gestapo, gdzie się podziała reszta pieniędzy.

### Odcinek 17
Niemieccy oficerowie wreszcie odkrywają, że pieniądze są fałszywe. Upychają je w spodniach Bertorellego, który odnosi je do kawiarni. Wcześniej jednak śledztwo Gestapo prowadzone przez von Smallhausena wykazuje, że banknoty ma „mężczyzna z piórami na głowie” (bo tak ozdobiony jest noszony przez Bertorellego kapelusz włoskiego oficera). Ruch Oporu organizuje kolejną akcję ewakuacji do Wielkiej Brytanii zestrzelonych angielskich lotników – tym razem mają oni ukryć się w wielkich minach z usuniętym ładunkiem wybuchowym, które zostaną zrzucone na spadochronach nad Anglią. W akcji bierze udział m.in. LeClerc, który przebiera się za wypychacza poduszek, z kapeluszem z piórami. Gestapo, na podstawie nieprecyzyjnego opisu von Smallhausena, aresztuje właśnie jego.

### Odcinek 18
Herr Flick szybko orientuje się, że LeClerc nie ma wiele wspólnego z kradzieżą jego pieniędzy, ale zatrzymuje go jako zakładnika i grozi jego egzekucją, jeśli pieniądze się nie odnajdą. Tymczasem ukryte w piekarniku Café René banknoty zostają spalone przez nieświadomą niczego Madame Fanny. Nowa porcja falsyfikatów zostaje zrzucona przez brytyjskie lotnictwo, co daje efekt deszczu pieniędzy nad Nouvion.

### Odcinek 19
Michelle postanawia ukryć w kawiarni ładunki wybuchowe wyciągnięte wcześniej ze skradzionych Niemcom min. Zostają one zamaskowane jako 500 świątecznych budyniów. Tymczasem obaj gestapowcy prowadzą śledztwo w sprawie kradzieży – w tym celu w przebraniu mnichów ukrywają się na wieży miejscowego kościoła, skąd chcą prowadzić obserwację kawiarni.

### Odcinek 20
Herr Flick i von Smallhausen docierają do pustych min i ukrywają się w środku, licząc, że w ten sposób zdołają zdemaskować konspiratorów z Ruchu Oporu. Miny przejmują jednak siły generała i obaj gestapowcy trafią do niemieckiego magazynu. Michelle, przekonana, że w minach byli angielscy lotnicy, organizuje akcje ich odbicia. W efekcie gestapowcom grozi zrzucenie nad Anglią...

### Odcinek 21
Helga i pułkownik, ratując własną skórę przed gniewem generała, zmuszają René do oddania obrazu. Generał nakazuje rozstrzelać wieśniaka, który go ukrywał, ale pułkownik pozwala René uciec. Właściciel kawiarni postanawia wyjechać do Szwajcarii nocnym pociągiem. Zabiera ze sobą sztabki złota, które generał dostał w zamian za obraz, a następnie zdeponował na posterunku policji. René nie wie, że w tym samym pociągu znajdują się Szwed, któremu generał sprzedał obraz, próbujący go odzyskać niemieccy oficerowie, prowadzący śledztwo gestapowcy oraz Edith i Yvette.

### Odcinek 22
Po serii skomplikowanych intryg toczących się równocześnie na pokładzie zmierzającego do Szwajcarii pociągu, ostatecznie skład wykoleja się wskutek zamachu przeprowadzonego przez Ruch Oporu. Aby kradzież sztabek złota nie wyszła na jaw, Crabtree mówi generałowi, że zamek do sejfu na posterunku został zapchany gumą do żucia. Generał za pośrednictwem Grubera konfiskuje sejf, który w wyniku działań René wybucha w końcu wewnątrz małego czołgu porucznika. Klinkerhoffen rekwiruje również stojący dotąd w gabinecie pułkownika posąg, wewnątrz którego ukryte zostały obrazy.

### Odcinek 23
Generał odzyskał swoje złoto, ale nie może doliczyć się czterech sztabek i nakazuje wszczęcie śledztwa w tej sprawie. Nie wie, że sztabki zatrzymał René, który w obawie przed chciwością swej żony i kochanki przetopił je na ciężarek do zegara z kukułką. Zaprzyjaźnieni niemieccy oficerowie obiecują René, że będzie mógł zatrzymać złoto, jeśli odzyska dla nich obrazy. Równocześnie Ruch Oporu chce ukraść z zamku egzemplarz Enigmy. Aby przeprowadzić obie kradzieże, przebrani konspiratorzy dostają się na organizowane przez generała przyjęcie.

### Odcinek 24
René, formalnie będący wciąż własnym bratem bliźniakiem (bo on sam został rozstrzelany – patrz odcinek 1.4), zostaje zmuszony przez Edith do ponownego ślubu. Inaczej „wdowa” wyjdzie za Monsieur Alfonse’a, a René straci kontrolę nad własną kawiarnią. Ślubu ma im udzielić burmistrz Nouvion, którym jest... Alphonse. Równocześnie René jest uwodzony przez Helgę – to część planu Herr Flicka, który chce się dowiedzieć, gdzie jest brakujące złoto.

### Odcinek 25
Generał rozpoczyna w mieście serię rewizji, mających doprowadzić do odnalezienia skradzionej z zamku Enigmy. Ruch Oporu postanawia ewakuować ją we wpuszczonej do ścieków beczułce po winie. O umówionej godzinie, całe miasteczko spuszcza wodę w toaletach, by beczułka mogła dostać się aż do kanału La Manche. Dla odwrócenia uwagi Niemców RAF przeprowadza nalot, omyłkowo niszczy jednak również miejską przepompownię. Ostatecznie beczułka trafia jednak do morza, tyle że za sprawą pomyłki LeClerca, zamiast maszyny szyfrującej, wewnątrz znajduje się bielizna Yvette.

### Odcinek 26
Generał aresztuje René i każe go rozstrzelać, jeśli Enigma błyskawicznie się nie znajdzie. Gruber spieszy mu z pomocą. Herr Flick aresztuje Madame Edith i kelnerki, a następnie usiłuje wydobyć z nich zeznania za pomocą serum prawdy. Brytyjski wywiad przysyła do Nouvion ekspertów mających rozpracować Enigmę – wszyscy wyglądają jak kopie oficera Crabtree, mają takie same mundury i tak samo kaleczą francuski. W końcu LeClerc i Alphonse przemycają maszynę do kawiarni, przebrani za hiszpańskich akordeonistów.